# Фразе-Фразенко, Александр Евгеньевич
Александр Евгеньевич Фразе́-Фразе́нко (укр. Олександр Фразе-Фразенко, англ. Oleksandr Fraze-Frazenko; род. 16 июня 1989 года, Львов) — украинский кинорежиссёр, поэт, переводчик, музыкант. Соучредитель продакшн-студии «OFF Laboratory».
Известен благодаря своим полнометражным документальным фильмам об украинских поэтах-модернистах, в частности: «Чубай» (2014), «Дом на семи ветрах» (2015), «Аквариум в море» (2016). Автор нескольких поэтических книг на украинском языке. Переводчик и составитель первой украиноязычной книги стихов Джима Моррисона («Избранные стихи», 2013). Как музыкант работает в стилях свободной импровизации и инди-рока, дискография насчитывает около 50 альбомов. Играет вместе с Юрием Яремчуком, Марком Токарем, Юлианом Китастым и другими.

## Биография
Александр Фразе-Фразенко родился 16 июня 1989 во Львове, УССР. Мать происходит из сельского галицкого рода недалеко от Львова. Начальное образование получил в школе с канадской системой преподавания «Школа радости», среднюю — во Львовской Гуманитарной гимназии с углублённым изучением английского языка и украиноведения. Тогда начал писать стихи, познакомился с поэтом-диссидентом Игорем Калинцом, сооснователем Бу-Ба-Бу Виктором Небораком и переводчиком латинских и древнегреческих поэтов Андреем Содоморой, которые оказали большое влияние на формирование его литературного стиля. Впервые стихи Александра были напечатаны во львовском журнале «Дзвин» в 2005 году с предисловием Андрея Содоморы. Высшее образование получил в Украинской академии печати по специальности редактора и журналиста. В то время познакомился с поэтом и преподавателем сопротивления материалов Любомиром Угрином, общение с которым окончательно сформировало поэтические вкусы Александра. С третьего курса начал работать журналистом, публикуясь в местных газетах, а затем редактором. Сотрудничал с издательствами «Астролябия» и «Пирамида». Редактировал исторические, художественные и философские труды. Имел несколько выставок фотографии и графики в Академическом фото-клубе. Ещё со школы начал заниматься музыкой, пел и играл на гитаре и флейте в нескольких местных рок-группах. Первый альбом, «Песенки из города», записал в 2006 году. Первая книга стихов была напечатана в 2007 году, «История одного убийцы. Сонеты». В то время начинает делать свои первые сюрреалистические короткометражные фильмы, среди которых «Что-то несовершенное», «Звезды», «Смерть поэта». В 2008 году познакомился с саксофонистом и композитором Юрием Яремчуком, который изменил представление Фразе-Фразенка о музыке. Александр начал активно заниматься свободной импровизацией, играть на альт-саксофоне и других духовых. Самый известный их совместный альбом «Карантин» вышел в 2009 году. В том же году тиражом Союза писателей вышла вторая книга Александра Фразе-Фразенка «Сумеречный дом». Также, в 2009-м Александр делает свой первый полнометражный документальный фильм «Метаформоза», о поэте Назаре Гончаре. С тех пор работает одинаково активно как кинорежиссёр, музыкант, поэт и фотограф. В 2013 году совместно с поэтом, художником и кинорежиссёром Ольгой Фразе-Фразенко основал продакшн-студию OFF Laboratory, в рамках которой выходят все его последующие фильмы.

## Кино
Александр Фразе-Фразенко известен своими полнометражными документальными фильмами об украинских поэтах. Архив насчитывает около тысячи фильмов. Занимается коммерческой рекламой и изготовлением музыкальных клипов. Осенью 2016 на международном кинофестивале Wiz-Art во Львове состоялась премьера художественного короткометражного фильма Александра Фразе-Фразенка «Не ври мне».

### Цикл «Поэты»
Автор цикла из десяти полнометражных фильмов, который определяет его видение поэтического канона украинской модернистической поэзии. Цикл исполнен в стилях документалистики и арт-хауса. Из уже реализованных фильмов: «Чубай», «Дом на семи ветрах», «Аквариум в море», «Господин Никто», «Casi Desnudo».

### «Чубай», 2014
Это фильм об одном из самых известных украинских поэтов XX века. О Григории Чубае в фильме рассказывают Игорь Калинец, Юрий Винничук, Николай Рябчук, Олег Лышега, Юрий Кох, Владимир Кауфман, Юрий Брилинский и другие. По сути, все они помогают дочери поэта Соломии Чубай лучше узнать отца, который ушёл из жизни, когда она была очень маленькой.
Продолжительность фильма — 90 мин. Съёмки проходили во Львове, Киеве, Житомире и родном селе поэта — в Березино, неподалёку города Ровно. Премьера состоялась осенью 2014 года во Львове, в кинозале ресторана «Грушевский» с участием всех основных персон фильма. Премьера завершилась концертом группы «Плач Иеремии» и Виктора Морозова.
Режиссёр построил фильм так, чтобы у зрителя создавалось впечатление, что все люди, которые в фильме говорят о Григории Чубае, сидят ними будто за столом, в одной комнате. В конце фильма у зрителя должно возникать ощущение, будто все эти люди являются и друзьями, что Чубай является вашим другом тоже. Финальная сцена фильма снималась в родном селе поэта, в Березино Ровенской области, за кадром звучит голос Григория Чубая, который читает отрывок из поэмы «Мария», «Не останавливайте её …», а дочь поэта Соломия удаляется, исчезая посреди поля.
"Это прорыв в украинском документалистике. Без пафоса, панегириков и громких слов - львовский режиссер Александр Фразе-Фразенко из воспоминаний сумел сконструировать полноценный образ Григория Чубая". 

Олеся Яремчук. «Спогад і спалах» // Український Журнал, ч. 9, 2014, Чехия.
Поэт, лауреат Шевченковской премии Пётр Мидянка, на своей странице в Facebook отреагировал на появление фильма в Интернете:
Молодой львовский режиссер Александр Фразе-Фразенко выложил в Сеть документальный фильм о поэте Григорие Чубае (1949-1982) и весь художественный андеграунд Львова 70-х годов прошлого века, который имел влияние и на автора этих строк. В советские времена перед сеансом художественного фильма в немногочисленных тогда кинотеатрах документальная лента была обязательной. В нынешние времена такой жанр немного упал как и все украинское киноискусство. 
Нелегко реализовать концепцию фильма об артисте, тем более таком неординарном как поэт Григорий Чубай, но Фразе-Фразенко сделал свою киноленту концептуальной в отличие от других телеканалов Украины, пытающихся еще что-то делать в этом направлении ... В фильме Александра Фразе-Фразенка поражает не только свет, тень, музыка, поэзия, но и целая плеяда современной украинской творческой элиты: поэтов, певцов, актеров, политологов. Прекрасно представлена семья Григория Чубая: вдова Галина, теща Стефания Савка, дети, родня с Ровенщины. Можно было бы добавить еще немало информации, но это бы только отягощением гармонии кинопроизведения. С потенциальной творческой личностью Александра Фразе-Фразенка в будущем будем иметь добротную кинодокументалистику, а зритель получит истинное наслаждение и "эстетический кодекс".

Петр Мидянка о фильме "Чубай" // 12 октября 2014.

### «Дом на семи ветрах. Портрет Василия Махно», 2015
Герой фильма — украинско-американский поэт Василий Махно. Лента работает на грани документалистики и арт-хауса, её эклектичный метод затягивает в свой вязкий мир, где время имеет странное лицо. Этот фильм продолжает и развивает особую кинематографическую концепцию Александра Фразе-Фразенка, которую он начал в своих ранних фильмах «Альбина» и «Зеленский», где жанровое восприятие фильма нивелируется, нивелируются также понятие времени, места, реальные персоны становятся персонажами и наоборот, рассказ мутирует в поэтическое описание.
Фильм «Дом на семи ветрах» состоит из чтения стихов и нарративных флэшбеков, которые изображают странную картину временных обломков. Поэт живёт между двумя континентами. Тот, который имеет под ногами и тот, который он помнит. Он ходит по улицам Нью-Йорка, куда переехал уже в зрелом возрасте в 2000 году, но его походка такая же, как была в Тернополе. Фильм содержит авторские чтения девяти стихотворений, восемь из которых записаны специально для фильма и один записан Тернопольским телевидением в конце девяностых годов.
Музыку к фильму написала украинский композитор из Дублина Олеся Здоровецкая.
Продолжительность фильма — 48 мин. Съёмки проходили в Нью-Йорке, Чикаго, Нью-Джерси, Стетен-Айленд. Финальная сцена фильма снималась в наиболее загруженном в мире аэропорте Чикаго О’Хара.
Премьера состоялась на Форуме издателей во Львове. Американская премьера состоялась зимой 2017 года в Колумбийском университете. Фильм имел ограниченный прокат в Украине и США. В издательстве Harvard Book в начале 2017 вышла книга «The House on Seven Winds. The Complete Script», посвящённая фильму.
Интернет-премьера фильма состоялась на официальном YouTube-канале режиссёра 15 января 2018 года.

### «Аквариум в море», 2016
Документальный фильм Александра Фразе-Фразенка о Нью-Йоркской группе поэтов.
Премьера фильма состоялась весной во Вроцлаве 2016 года. Далее была американская премьера в Нью-Йорке, на которой впервые за 60 лет собрались все основные участники Нью-Йоркской группы: Юрий Тарнавский, Богдан Бойчук, Богдан Рубчак, Женя Васильковская, Олег Коверко, также на премьере присутствовали и другие участники фильма: поэт Василий Махно, композитор Леонид Грабовский, профессор Григорий Грабович. Фильм имел прокат в нескольких городах восточного побережья США. Украинская премьера фильма, которая состоялась в сентябре во Львове, сопровождалась недельным фестивалем, организованным продакшн-студией OFF Laboratory, под названием «Великое возвращение Нью-Йоркской группы». По приглашению OFF Laboratory на фестиваль прибыли основатели НЙГ Юрий Тарнавский и Богдан Бойчук, а также жена Богдана Рубчака, профессор Марьяна Рубчак. Фестиваль состоял из лектория (ряд лекций о творчестве НЙГ) в Институте литературы, из цикла поэтических чтений, которые происходили в Фильм-центре и в Театре Леся Курбаса. Сама Украинская премьера фильма состоялась в кинотеатре «Коперник». Это событие стало последним публичным выступлением Богдана Бойчука, который умер 10 февраля 2017 года.
Частично музыку к фильму написала украинский композитор из Дублина Олеся Здоровецкая.
Это не просто документальный фильм. Это также и художественный фильм, который сочетает документальный аспект с художественным видением режиссера, делая этот фильм уникальным.
Григорій Грабович, из речи, произнесенной им перед показом фильма в Гарвардском университете.
23 января состоялся специальный показ «Аквариума» в историческом кино-театре Бреттл, в Бостоне, где была представлена книга о фильме «An Aquarium in the Sea. The Complete Script», изданная зимой 2017 года в Harvard Book, в переводе Ольги Герасимов. Книга содержит полный текст фильма на английском языке, все стихи из фильма на украинском и английском, предисловие Александра Фразе-Фразенка и вступительное слово Арины Грушецкой-Шифман, которое было произнесено 19 ноября 2016 в Украинском институте современного искусства в Чикаго.
25 декабря 2017 состоялась интернет-премьера фильма на официальном YouTube-канале режиссёра.

### «Господин Никто», 2017
Документально-художественный экспериментальный полнометражный фильм о поэте и диссиденте Игоре Калинце. 30 мая 2018 состоялась премьера в Киеве, которую организовали совместно Кинофестиваль «Молодость» и Книжный Арсенал, представлял фильм и режиссёра — Иван Малкович. Отзывы киевских кинокритиков на фильм были возмутительные, мол это никакой не фильм, а домашнее видео. Зато в Западной Украине фильм высоко оценили, обвиняя киевскую публику в недостаточной осведомленности. В различных интервью режиссёр Александр Фразе-Фразенко, реагируя на это разделение мнений, сказал, что, в отличие от «Аквариума в море», это сложное для восприятия кино, и назвал «Господина Никто» своим лучшим и любимым фильмом цикла. Интернет-премьера фильма состоялась 9 июня 2018 на официальном YouTube-канале режиссёра. Саундтрек для фильма — авторства композитора Виктора Каминского.

### «Casi Desnudo», 2018
Пятый полнометражный документальный фильм цикла «Поэты», об одном из самых выдающихся украинских писателей-авангардистов, кибернетика IBM Юрия Тарнавского. Съемки велись в США и Украине в 2015—2018 годах. Мировая премьера фильма состоялась 8 марта 2019 в Нью-Йорке, в Украинском институте Америки с участием режиссёра Александра Фразе-Фразенка и самого Юрия Тарнавского. Вступительное слово произнесла профессор Миланского университета Мария Грация Бартолини. Месяц перед премьерой студия OFF Laboratory обнародовала видеообращение, объявив о краудфандинге на постпродакшн фильма. Целью ролика было привлечение внимания к финансированию документальных фильмов на важные культурные темы. Украинская премьера ленты состоялась 26 мая в программе Книжного Арсенала с участием художника (и близкого друга Тарнавського) Александра Дубовика и профессора литературы Гарвардского университета Григория Грабовича. Львовская премьера состоялась 18 сентября во Дворце Искусств, в специальной программе Форума издателей «Ночь кино о поэтах», в рамках которой были показаны все пять фильмов цикла «Поэты» нон-стоп. В премьере приняли участие режиссёр Александр Фразе-Фразенко, сам Юрий Тарнавский, а также программный координатор кинофестиваля «Молодость» Виктор Глонь.

### «Нью-Йорк. Маланюк», 2019
Шестой полнометражный документальный фильм цикла «Поэты», о «Императоре железных строф» Евгение Маланюке. Фильм охватывает его последний, американский, период жизни 1949—1968 гг., и фокусируется на личной истории поэта, рассказывается о его отношениях с женщинами, об отношениях с сыном, об изменении письма под влиянием Нью-Йоркской группы, о неприятии американского жизненного уклада и отстраненность от него. Также фильм содержит художественные элементы, во вступительной сцене сыграл рэпер Вова со Львова, а в финальной — писатель Юрий Андрухович. Допремьерный показ фильма состоялся 7 декабря в Нью-Йорке в НСШ-Америка.

### Избранная фильмография
- «Метаформоза», 2009
- «Интервал Игоря Яновича», 2014
- «Проникновение», 2014
- «Чубай», 2014
- «Дом на семи ветрах. Портрет Василия Махно», 2015
- «Ой, буря», 2016
- «Аквариум в море. История Нью-Йоркской группы», 2016
- «Не ври мне», 2016
- «Самые холодные», 2016
- «Яков Гниздовский», 2016
- «Вот он оглядывается и бежит», 2016
- «Коко», 2016
- «Про Юлиана Китастого», 2017
- «Господин Никто» — фільм про Ігоря Калинця, 2017
- «Casi Desnudo» — фільм про Юрія Тарнавського, 2018

### Избранные клипы
- Для Марьяны Садовской, «Песня вдовы», 2014
- Для Joryj Kłoc, «Лес», 2015
- Для Joryj Kłoc, «Коломийки», 2016
- Для себя, «Венера и Врубель», 2016
- Для Joryj Kłoc, «Кладка», 2019
- Для Balaklava Blues, «Machina», 2019
- Для Юрия Гнатковского, «Ангел», 2019
- Для Joryj Kłoc и Вовы со Львова, «Рано-рано», 2019
- Для Вовы со Львова, «В жопу», 2019
- Для себя и Вовы со Львова, «Освободительная война», 2019

## Музыка
Александр Фразе-Фразенко является одним из ярких представителей украинской свободной импровизационной музыки. Чаще всего играет на альт-саксофоне и дудке собственной конструкции. Также владеет игрой на струнных щипковых и ударных. Имеет совместные проекты с Юрием Яремчуком, Миколаем Тшаской, Марком Токарем, Юрием Зморовичем, Юлианом Китастим, Олесей Здоровецкой и другими. Дискография состоит из нескольких десятков альбомов. Также в последние годы он издал несколько альбомов в жанрах инди-рока, развивая традиции своих ранних альбомов. Весной 2019 Фразе-Фразенко заявил о себе как о рэпере, выпустив клип на новую песню «Я сплю» и чуть позже дуэт с Еленой Янковской «Соси», тепло встреченный аудиторией. Дебютный рэп-альбом Александра #bezsmertnaklasyka вышел 4 апреля 2020.

### Избранная дискография
- «Школьные песни» (в пяти томах), 2006—2008
- «Две фуги» (с Евгением Поляковым), 2009
- «Карантин» (с Юрием Яремчуком), 2009
- «Пьеса #2» (с Андреем Орлом), 2010
- «Вживую в Куте» (с Юрием Яремчуком и Михаилом Балогом), 2011
- «Сестро» (с Галей Петросаняк), 2011
- «Еврейский вальс», 2013
- «Вот он оглядывается и бежит», 2015
- «Цветы из сраного Блэквуда», 2018
- «#bezsmertnaklasyka», 2020